# Фол Крик (Висконсин)
Фол Крик (енгл. Fall Creek) град је у америчкој савезној држави Висконсин.

## Демографија
По попису из 2010. године број становника је 1.315, што је 79 (6,4%) становника више него 2000. године.
| Група             | 2000.         | 2010.         |
| Белци             | 1.220 (98,7%) | 1.285 (97,7%) |
| Афроамериканци    | 3 (0,2%)      | 1 (0,1%)      |
| Азијати           | 1 (0,1%)      | 10 (0,8%)     |
| Хиспаноамериканци | 0 (0,0%)      | 3 (0,2%)      |
| Укупно            | 1.236         | 1.315         |